# Ana Guevara
Ana Gabriela Guevara Espinoza (Nogales, 4 marzo 1977) è un'ex velocista messicana, campionessa mondiale dei 400 metri piani a Parigi Saint-Denis 2003.

## Biografia
Ana Guevara vinse la sua prima medaglia ai Giochi panamericani del 1999 a Winnipeg, Canada. L'anno successivo partecipò per la prima volta ai Giochi olimpici di Sydney 2000 ottenendo il 5º posto. In seguito ai Giochi inanellò una serie di 28 vittorie internazionali consecutive.
Conquistò la medaglia d'oro nei 400 m piani ai Mondiali di Parigi Saint-Denis 2003 e d'argento ai Giochi olimpici di Atene 2004, oltre al bronzo nei Mondiali di Helsinki 2005.
Figura importante per la maturazione dell'atleta è stato l'allenatore e preparatore cubano Raúl Barreda.
Il 15 gennaio 2008 annunciò il ritiro definitivo da ogni competizione nazionale a causa della mancanza di appoggio da parte della Commissione Nazionale dello Sport del Messico ed ai suoi scontri verbali con il presidente della Federazione messicana di atletica leggera, Mariano Lara.

## Record nazionali

### Seniores
- 400 metri piani: 48"89 ( Saint-Denis, 27 agosto 2003)
- 400 metri piani indoor: 50"93 ( Maebashi, 6 marzo 1999)
- 800 metri piani: 2'01"12 ( Maracaibo, 19 agosto 1998)
- Staffetta 4×400 metri: 3'27"14 ( Osaka, 1º settembre 2007) (Zudikey Rodríguez, Gabriela Medina, Nallely Vela, Ana Guevara)

## Palmarès
| Anno | Manifestazione      | Sede           | Evento      | Risultato  | Prestazione | Note                                     |
| ---- | ------------------- | -------------- | ----------- | ---------- | ----------- | ---------------------------------------- |
| 1998 | Giochi CAC          | Maracaibo      | 400 m piani | Argento    | 51"32       |                                          |
| 1998 | Giochi CAC          | Maracaibo      | 800 m piani | Argento    | 2'01"12     | Record nazionale                         |
| 1999 | Mondiali indoor     | Maebashi       | 400 m piani | 4ª         | 51"55       |                                          |
| 1999 | Giochi panamericani | Winnipeg       | 400 m piani | Oro        | 50"91       |                                          |
| 1999 | Mondiali            | Siviglia       | 400 m piani | Semifinale | 50"70       |                                          |
| 2000 | Giochi olimpici     | Sydney         | 400 m piani | 5ª         | 49"96       |                                          |
| 2001 | Mondiali            | Edmonton       | 400 m piani | Bronzo     | 49"97       | Miglior prestazione personale stagionale |
| 2002 | Giochi CAC          | San Salvador   | 400 m piani | Oro        | 51"87       |                                          |
| 2002 | Giochi CAC          | San Salvador   | 4×400 m     | Oro        | 3'31"24     |                                          |
| 2003 | Giochi panamericani | Santo Domingo  | 400 m piani | Oro        | 50"36       |                                          |
| 2003 | Mondiali            | Saint-Denis    | 400 m piani | Oro        | 48"89       | Miglior prestazione mondiale stagionale  |
| 2004 | Giochi olimpici     | Atene          | 400 m piani | Argento    | 49"56       |                                          |
| 2004 | Giochi olimpici     | Atene          | 4×400 m     | Batteria   | 3'27"88     |                                          |
| 2005 | Mondiali            | Helsinki       | 400 m piani | Bronzo     | 49"81       |                                          |
| 2006 | Giochi CAC          | Cartagena      | 400 m piani | Oro        | 50"99       |                                          |
| 2006 | Giochi CAC          | Cartagena      | 4×400 m     | Oro        | 3'29"92     |                                          |
| 2007 | Giochi panamericani | Rio de Janeiro | 400 m piani | Oro        | 50"34       |                                          |
| 2007 | Giochi panamericani | Rio de Janeiro | 4×400 m     | Argento    | 3'27"75     |                                          |
| 2007 | Mondiali            | Osaka          | 400 m piani | 4ª         | 50"16       | Miglior prestazione personale stagionale |
| 2007 | Mondiali            | Osaka          | 4×400 m     | 8ª         | 3'27"14     | Record nazionale                         |

## Altre competizioni internazionali
2000
- 5ª alla Grand Prix Final ( Doha), 400 m piani - 51"22

2002
- Oro alla Grand Prix Final ( Parigi), 400 m piani - 49"90
- Oro in Coppa del mondo ( Madrid), 400 m piani - 49"56

2003
- Oro alla World Athletics Final ( Monaco), 400 m piani - 49"34

2004
- Oro alla World Athletics Final ( Monaco), 400 m piani - 50"13